# Dariusz Kaczanowski
Dariusz Kaczanowski (ur. 10 marca 1971 w Żyrardowie) – polski polityk, ekonomista, nauczyciel akademicki, poseł na Sejm VI kadencji, rektor Wyższej Szkoły Rozwoju Lokalnego w Żyrardowie.

## Życiorys
W 1995 ukończył studia ekonomiczne w Szkole Głównej Handlowej w Warszawie, a w 2003 uzyskał na tej uczelni stopień doktora nauk ekonomicznych na podstawie pracy pt. Finansowanie szkolnictwa wyższego w Polsce w okresie transformacji. Odbył również studia podyplomowe MBA w Wyższej Szkole Przedsiębiorczości i Zarządzania im. Koźmińskiego w Warszawie.
Przez 9 lat pracował jako wykładowca ekonomii w Szkole Głównej Handlowej, a od 2004 w Wyższej Szkole Rozwoju Lokalnego w Żyrardowie. W połowie lat 90. był przewodniczącym żyrardowskiego koła Ruchu Odbudowy Polski Jana Olszewskiego. W wyborach parlamentarnych w 1997 bez powodzenia ubiegał się o mandat poselski z listy tego ugrupowania w województwie skierniewickim (otrzymał 1037 głosów). W 2003 wstąpił do Prawa i Sprawiedliwości. W latach 1998–1999 był doradcą i asystentem ministra Jerzego Kropiwnickiego w Rządowym Centrum Studiów Strategicznych. Pełnił również funkcję zastępcy prezydenta Żyrardowa.
W wyborach parlamentarnych w 2007 uzyskał mandat poselski z listy PiS, otrzymując w okręgu płockim 6205 głosów. W wyborach samorządowych w 2010 bezskutecznie ubiegał się o urząd prezydenta Żyrardowa, uzyskując w II turze 45% głosów poparcia. Nie znalazł się na listach wyborczych w wyborach parlamentarnych w 2011, uzasadniał to własną decyzją motywowaną krytyką bieżącej polityki.
We wrześniu 2011 został dziekanem Wydziału Ekonomicznego Wyższej Szkoły Rozwoju Lokalnego w Żyrardowie. W styczniu 2012 odszedł z PiS i został pełnomocnikiem ruchu politycznego Solidarna Polska (dwa miesiące później przekształconego w partię polityczną) w okręgu płockim. Jesienią 2013 został pełnomocnikiem akcji referendalnej mającej na celu odwołanie prezydenta Andrzeja Wilka. Na przełomie 2013 i 2014 znalazł się wśród założycieli stowarzyszenia Nowy Żyrardów. Został także rektorem Wyższej Szkoły Rozwoju Lokalnego. W 2014 uzyskał mandat radnego powiatu żyrardowskiego, po czym został ponownie powołany na stanowisko zastępcy prezydenta Żyrardowa. W 2018 bez powodzenia kandydował na radnego tego miasta. Dołączył później do Porozumienia, w grudniu 2022 został wybrany w skład zarządu krajowego tej partii. W 2024 już jako bezpartyjny ubiegał się o mandat radnego powiatu z ramienia Trzeciej Drogi.

## Życie prywatne
Żonaty, ojciec dwóch synów.